# Heinrich Dorn
Pour les articles homonymes, voir Dorn.
Heinrich Ludwig Egmont Dorn (né le 14 novembre 1804 à Königsberg en province de Prusse-Orientale ; mort le 10 janvier 1892 à Berlin) est un compositeur de musique romantique prussien.

## Biographie
Dorn a étudié à partir de 1823 le droit à Berlin. Il s'est cependant rapidement orienté vers la musique en se formant auprès de Ludwig Berger et de Bernhard Klein au piano et à la composition. Dès 1826 son premier opéra Rolands Knappen (Les écuyers de Roland), dont il avait lui-même rédigé le livret a été représenté à Berlin avec un certain succès.
Dorn a brièvement occupé un poste d'enseignement à l'Institut musical de Francfort-sur-le-Main puis de directeur musical à Königsberg. C'est dans cette ville qu'il a donné en 1828 son second opéra Die Bettlerin (La mendiante), sur un livret de Karl von Holtei). En 1830, il a obtenu le poste de directeur musical du Hoftheater qui venait d'ouvrir ses portes à Leipzig. C'est là qu'il enseignera la composition à Robert Schumann et Clara Wieck. Son ballet Amors Macht (Puissance de l'amour) et son troisième opéra Abu Kara (sur un livret de Ludwig Bechstein) y sont représentés en 1831, sans rencontrer un véritable succès.
Après la fin de cette entreprise théâtrale, Dorn a dirigé provisoirement l'orchestre de Hambourg puis a déménagé à Riga, où il a été directeur musical de la ville et, en 1836, également directeur de l'orchestre du théâtre. C'est là que son quatrième opéra a été donné avec grand succès en 1838 Der Schöffe von Paris ( L'échevin de Paris) ainsi qu'en 1841 son cinquième opéra Das Banner von England  (La bannière d'Angleterre).
Appelé en 1843 comme Kapellmeister de la ville de Cologne, il a exercé comme chef d'orchestre, professeur de composition, de chant et de piano. Il a fondé en 1845 l'école de musique du Rhin et a dirigé de 1844 à 1847 le Festival de musique du Rhin inférieur de Cologne au cours duquel la première grande messe en ré de Beethoven a été donnée pour la première fois.
À la mort de Otto Nicolai en 1849, il est devenu Kapellmeister au Hoftheater de Berlin, et membre la même année de l'Académie des arts de Berlin.

## Principales œuvres
- Die Nibelungen  (1854), opéra en cinq actes (livret de E. L. Gerber), qui a été donné entre autres à Weimar (la première dirigée par Franz Liszt a eu lieu le 22 mars 1854 dans cette ville ; elle a rencontré un vif succès), Berlin, Breslau. Cet opéra est bien antérieur à celui de Wagner L'anneau du Nibelung donné en 1876 dans son intégralité.
- "Ein Tag in Russland  (Un jour en Russie) (1856), opéra,
- Der Botenläufer von Pirna  (1865), opéra,
- Gewitter bei Sonnenschein  (1866) opérette,
- Siegesfestklänge  (1866),
- de nombreux Lieder et chants,
- des pièces instrumentales, qui quoique souvent musicalement abouties, n'ont pas rencontré de réel succès.

Dorn a également été critique musical, en particulier au  Neuen Berliner Musikzeitung (Nouveaujournal musical de Berlin).
Dorn a rédigé publié plusieurs écrits : ses mémoires Erinnerungen (Souvenirs) (Berlin 1870-72); Ostracismus. Ein Gericht Scherben (Berlin 1875); Ergebnisse aus Erlebnissen (Berlin 1876) et Streifzüge im Gebiet der Tonkunst (Berlin 1879).